# Паркинс, Барбара
Ба́рбара Па́ркинс (англ. Barbara Parkins; род. 22 мая 1942, Ванкувер, Британская Колумбия) — канадо-американская актриса кино и телевидения.

## Биография
Барбара Паркинс родилась 22 мая 1942 года в Ванкувере (Канада). О её родителях ничего неизвестно, вскоре после рождения девочка была удочерена. В 1958 году вместе с мачехой переехала в Лос-Анджелес (США). Там девушка поступила в старшую школу Голливуда, где обучалась актёрскому мастерству, чечётке, балету и фехтованию; а её мачеха преподавала игру на пианино. Чтобы оплатить своё обучение, Паркинс работала капельдинером в местных кинотеатрах, а также подрабатывала певицей и танцовщицей в ночных клубах, в том числе, работала с известным комиком, актёром и певцом Джорджем Бёрнсом.
С 1961 года начала сниматься в кино и для телевидения.
В 1968 году Паркинс стала подружкой невесты для своей подруги Шэрон Тэйт, которая выходила замуж за Романа Полански. Свадьба была в Лондоне, и Англия так понравилась Паркинс, что она переехала туда в следующем году и осталась в стране примерно на семь лет, снявшись в нескольких британских фильмах.
Обнажённая Паркинс трижды появлялась в журнале Playboy: в номерах за май 1967, февраль 1970 и май 1976 года.
С 1961 по 1998 год Паркинс снялась в 50 кино- и телефильмах и телесериалах, дважды выступила актрисой озвучивания и дубляжа. Последний раз она появилась на широком экране в 1982 году, в телефильме — в 1998 году, но до 2006 года появлялась в роли самой себя в телепередачах, телеиграх, документальных лентах, презентациях и церемониях награждения кинематографическими наградами, после чего окончательно удалилась на покой.

### Личная жизнь
В конце 1970-х годов Паркинс вышла замуж за француза и некоторое время жила во Франции. Затем последовал развод, от брака осталась дочь Кристина (род. 1986).

## Номинации и признание
- 1966 — Прайм-таймовая премия «Эмми» в категории «Самая продолжительная главная женская роль в драматическом телесериале» за роль в телесериале «Пейтон-Плейс» — номинация.
- 1968 — Laurel Awards[англ.] в категории «Новое женское лицо» — 6-е место.
- 1995 — «100 самых сексуальных звёзд в истории кино» по версии журнала Empire — 81-е место.

## Избранная фильмография

### Широкий экран
- 1961 — 20 000 глаз[англ.] / 20,000 Eyes — школьница[англ.]
- 1967 — Долина кукол / Valley of the Dolls — Анна Уэллс
- 1970 — Письмо из Кремля / The Kremlin Letter — Б. А.
- 1971 — Вальс Мефистофеля[англ.] / The Mephisto Waltz — Роксанн
- 1971 — Дом под деревьями / La Maison sous les arbres — Синтия
- 1971 — Кукла на цепи[англ.] / Puppet on a Chain — Мэгги
- 1972 — Лечебница / Asylum — Бонни (в новелле «Замороженный страх»)
- 1976 — Закричи на дьявола[англ.] / Shout at the Devil — Роза
- 1979 — Остров Медвежий[англ.] / Bear Island — Джудит Рабин

### Телевидение
- 1961 — Неприкасаемые[англ.] / The Untouchables — девушка (в эпизоде The Lily Dallas Story)
- 1961 — Высокий человек[англ.] / The Tall Man — Сью Уили (в эпизоде Shadow of the Past)
- 1961 — Проделки Бивера[англ.] / Leave It to Beaver — Джуди Уокер (в эпизоде No Time for Babysitters)
- 1961 — Караван повозок[англ.] / Wagon Train — Молли (в эпизоде The Mark Miner Story)
- 1961 — Театр General Electric[англ.] / General Electric Theater — разные роли (в 2 эпизодах)
- 1962 — Три моих сына[англ.] / My Three Sons — Бобби (в эпизоде Coincidence)
- 1962 — Перри Мейсон / Perry Mason — Пола Дарем (в эпизоде The Case of the Unsuitable Uncle)
- 1962 — Доктор Килдейр[англ.] / Dr. Kildare — Энни Грант (в эпизоде The Soul Killer)
- 1963 — Ларами[англ.] / Laramie — Мэрили Бишоп (в эпизоде The Wedding Party)
- 1964—1969 — Пейтон-Плейс / Peyton Place — Бетти Андерсон[англ.] (в 514 эпизодах)[1]
- 1972 — История с привидениями[англ.] / Ghost Story — Эйлин Трэвис (в эпизоде The New House)
- 1974 — Рождённая свободной[англ.] / Born Free — Ким Трэверс (в эпизоде The Devil Leopard)
- 1976 — Капитаны и короли[англ.] / Captains and the Kings — Мартиника (в 3 эпизодах)
- 1977 — Молодой Джо, забытый Кеннеди[англ.] / Young Joe, the Forgotten Kennedy — Ванесса Хант
- 1978 — Зигфелд: Мужчина и его женщины[англ.] / Ziegfeld: The Man and His Women — Анна Хелд
- 1980 — Вегас[англ.] / Vegas — Лейни (в 2 эпизодах)
- 1980 — Остров фантазий / Fantasy Island — Лорна Хендрикс (в эпизоде The Love Doctor/Pleasure Palace/Possessed)
- 1983 — Отель / Hotel — Эйлин Уэстон (в эпизоде Faith, Hope & Charity)
- 1984 — Поймать короля[англ.] / To Catch a King — Уоллис Симпсон
- 1984 — Лодка любви / The Love Boat — Милли Констант (в эпизоде Only the Good Die Young/Honey Beats the Odds/The Light of Another Day)
- 1985 — Пейтон-Плейс: Следующее поколение[англ.] / Peyton Place: The Next Generation — Бетти Харрингтон Корд
- 1988 — Джейк и толстяк[англ.] / Jake and the Fatman — Кэндейс Морган (в эпизоде But Not for Me)
- 1989 — Она написала убийство / Murder, She Wrote — Кэй Уэбер (в эпизоде The Error of Her Ways)
- 1996 — Застава фехтовальщиков / Picket Fences — Люси Уонамейкер (в эпизоде Forget Selma)

### В роли самой себя
- 1965, 1970, 1976 — Вечернее шоу с Джонни Карсоном / The Tonight Show Starring Johnny Carson (в 4 выпусках)
- 1966 — Игра в свидание[англ.] / The Dating Game (в выпуске от 3 ноября)
- 1968, 1976—1978 — Шоу Майка Дугласа[англ.] / The Mike Douglas Show — гостья студии / актриса / соведущая (в 9 выпусках)
- 1969—1970, 1974 — Шоу Мерва Гриффина[англ.] / The Merv Griffin Show (в 3 выпусках)
- 1975 — Фильм…[англ.] / Film… (в выпуске #5.3)
- 1976 — Битва звёзд телевидения[англ.] / Battle of the Network Stars — игрок команды NBC (в выпуске от 13 ноября)
- 1985 — Сегодня / Today — гостья студии (в выпуске от 13 мая)
- 2000 — Взгляд / The View — гостья студии (в выпуске от 11 февраля)
- 2002 — Биография[англ.] / Biography (в выпуске Sharon Tate: Murdered Innocence)

### Прочие работы
- 1984 — Гусеница Кэти[англ.] / Katy, la oruga — второстепенные персонажи (дубляж)
- 1998 — Супермен / Superman — Мать Бокс (озвучивание в эпизоде Apokolips… Now!)
- 2006 — аудиокомментарий[англ.] к выходу фильма «Долина кукол» на DVD (совместно с Тедом Касабланкой[англ.])[2]

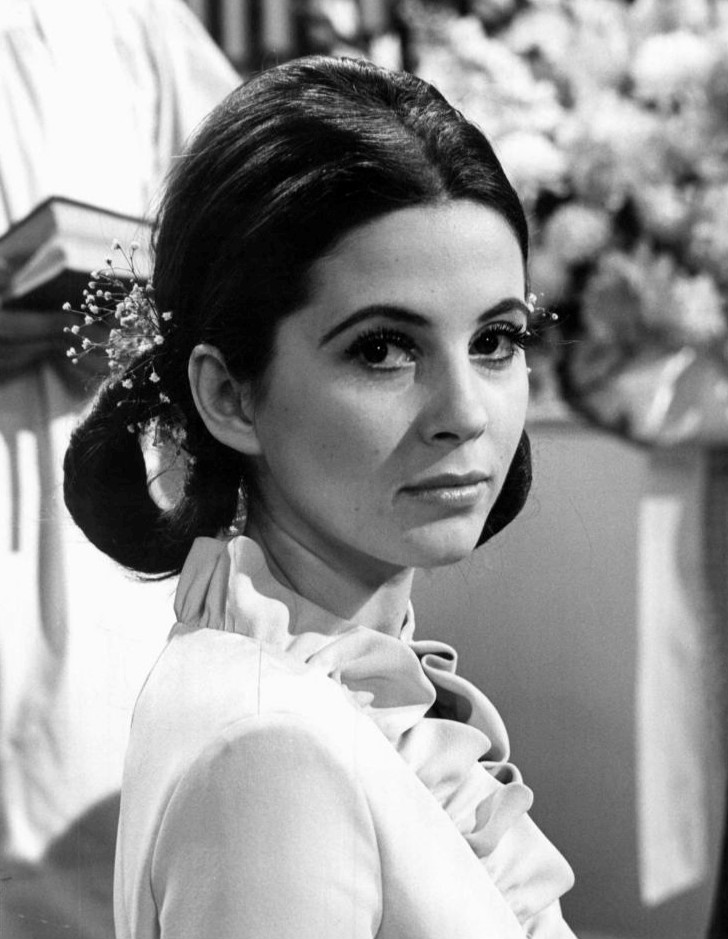
В сериале «Пейтон-Плейс» (1968)
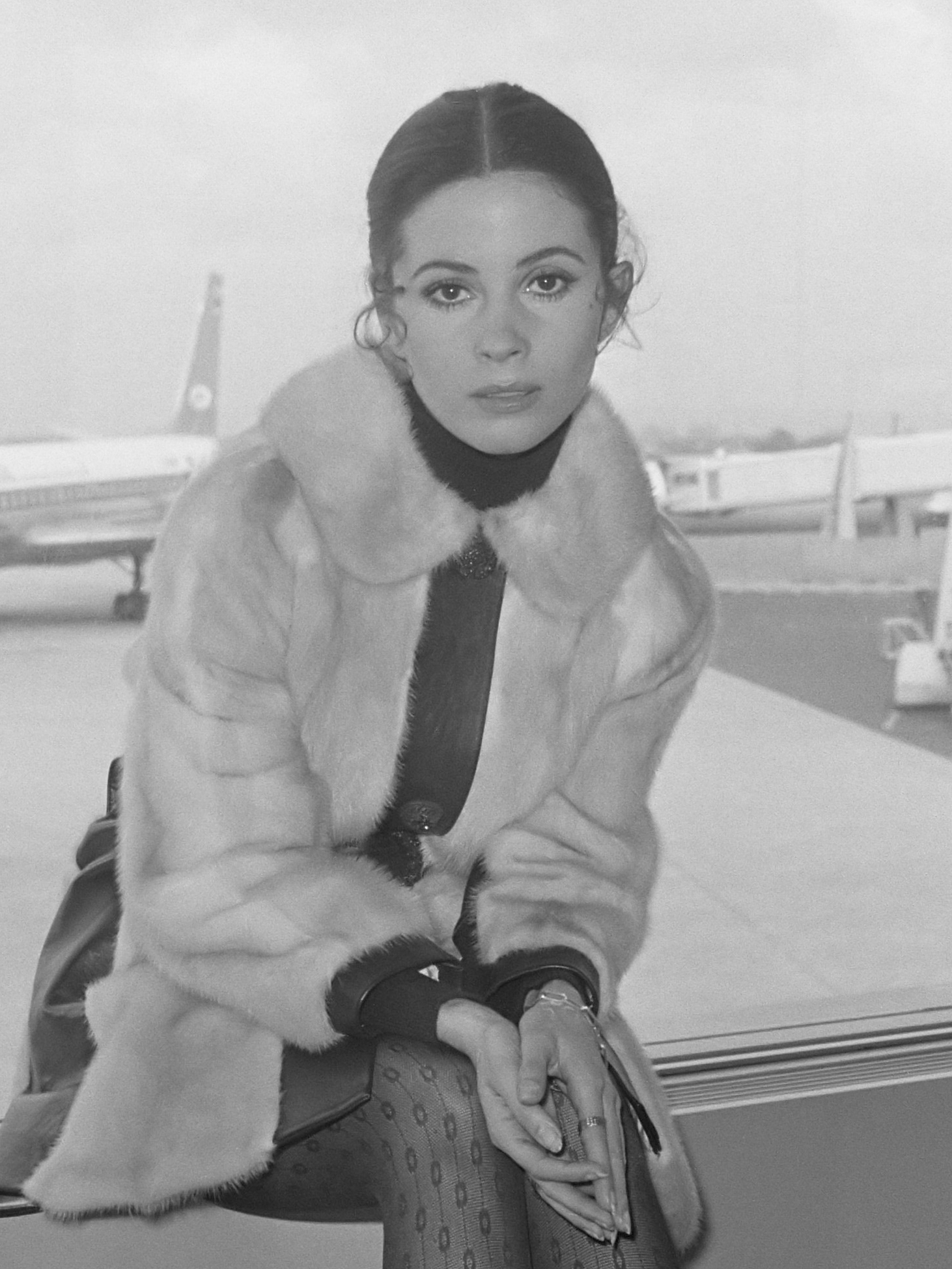
В фильме «Кукла на цепи»[англ.] (1971)